# Planois
Planois is een geslacht van wantsen uit de familie van de Acanthosomatidae (Kielwantsen). Het geslacht werd voor het eerst wetenschappelijk beschreven door Victor Antoine Signoret in 1864.

## Soorten
Het genus bevat de volgende soorten:

- Planois bimaculatus Signoret, 1864
- Planois gayi (Spinola, 1852)
- Planois patagonus Distant, 1911
- Planois smaug Carvajal, Faúndez & Rider, 2015